# Sèrra deth Tiron
La Sèrra deth Tiron és una serra situada al municipi de Canejan a la comarca de la Vall d'Aran, amb una elevació màxima de 2.184 metres.